# Przeczny Potok
Przeczny Potok, Browarczyska, Przecznie, Sprzycnie, Pryczny Potok – potok, prawostronny dopływ Przykopy o długości 5,73 km i powierzchni zlewni 7,96 km².

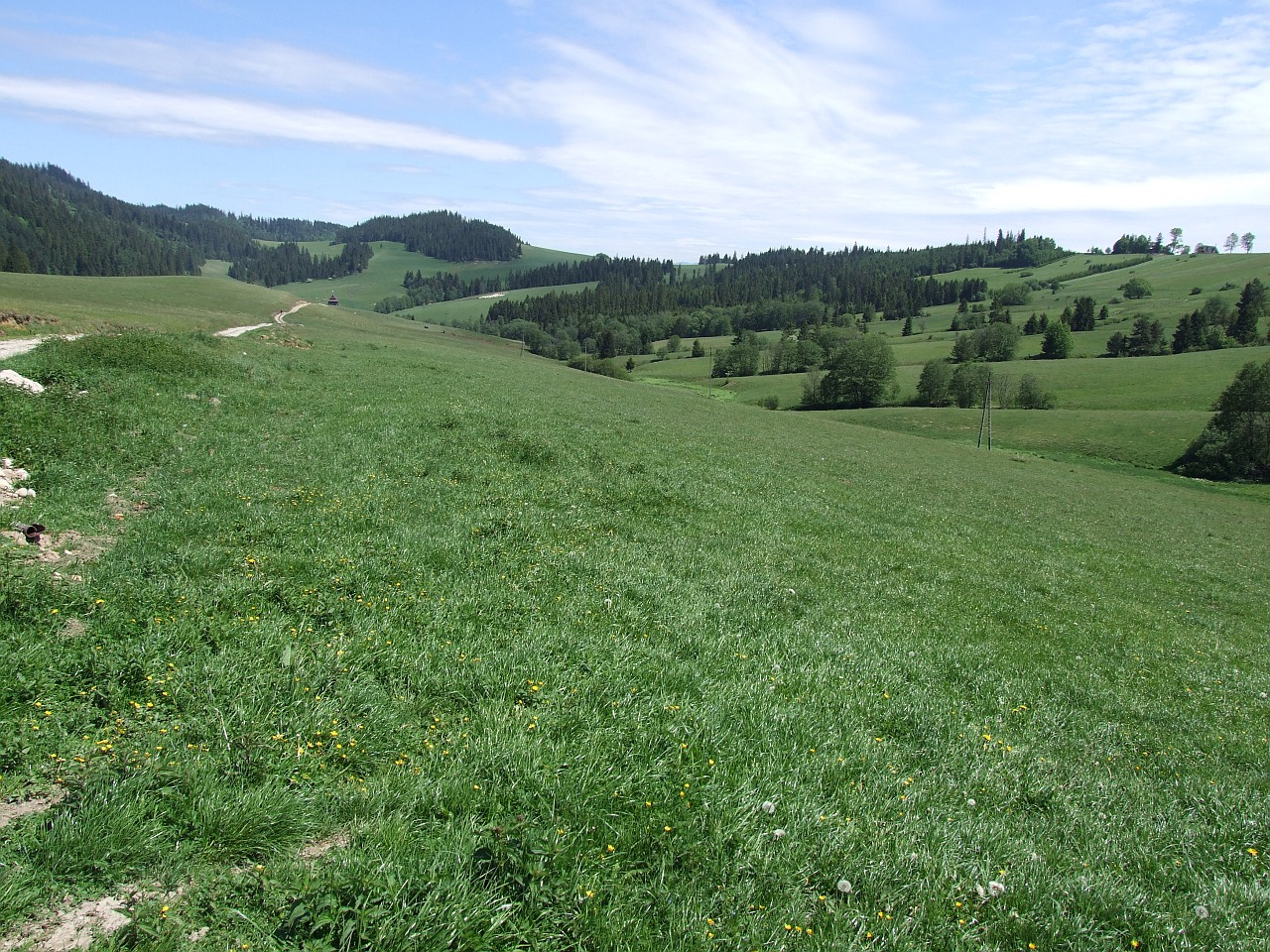
Dolina potoku Przeczny w górnej jego części (pod Dursztynem)

Potok płynie w Pieninach Spiskich przez miejscowości Dursztyn, Frydman i Krempachy w województwie małopolskim, w powiecie nowotarskim. Odcinki jego koryta tworzą granicę między tymi miejscowościami. Wypływa w miejscowości Dursztyn na wysokości około 740 m n.p.m., następnie płynie doliną stanowiąca granicę pomiędzy Pieninami Spiskimi a Zamagurzem. W rejonie Jurgowskich Stajni skręca na północ i przebija się na drugą stronę Pienin Spiskich pomiędzy Żarem a Gajną Skałą wąskim przełomem zwanym Piekiełko. Płynąc wśród łąk Kotliny Orawsko-Nowotarskiej, na wschód od Krempachów uchodzi do Przykopy. Ma liczne i niewielkie dopływy spływające z Zamagurza, kilka dopływów z Pienin Spiskich i kilka z Kotliny Orawsko- Nowotarskiej.